# George Hardinge
George Hardinge (1743–1816) est un juge, écrivain et député anglais.

## Biographie
Il est né le 22 juin 1743 à Canbury, un manoir de Kingston upon Thames. Il est le troisième mais aîné des fils survivants de Nicholas Hardinge, et de sa femme Jane, fille de John Pratt. Il est éduqué par Woodeson, un instituteur de Kingston, et au Collège d'Eton sous Edward Barnard.
Hardinge succède à son père à la mort de ce dernier le 9 avril 1758. Le 14 janvier 1761, il est admis comme pensionnaire au Trinity College de Cambridge. Il n'obtient aucun diplôme de BA, mais en 1769 obtient celui de MA par mandat royal . Le 9 juin 1769, il est appelé au barreau (Temple du Milieu) et a bientôt une pratique considérable. Un de ses amis à cette époque est Mark Akenside le poète. En 1776, il visite la France et la Suisse.

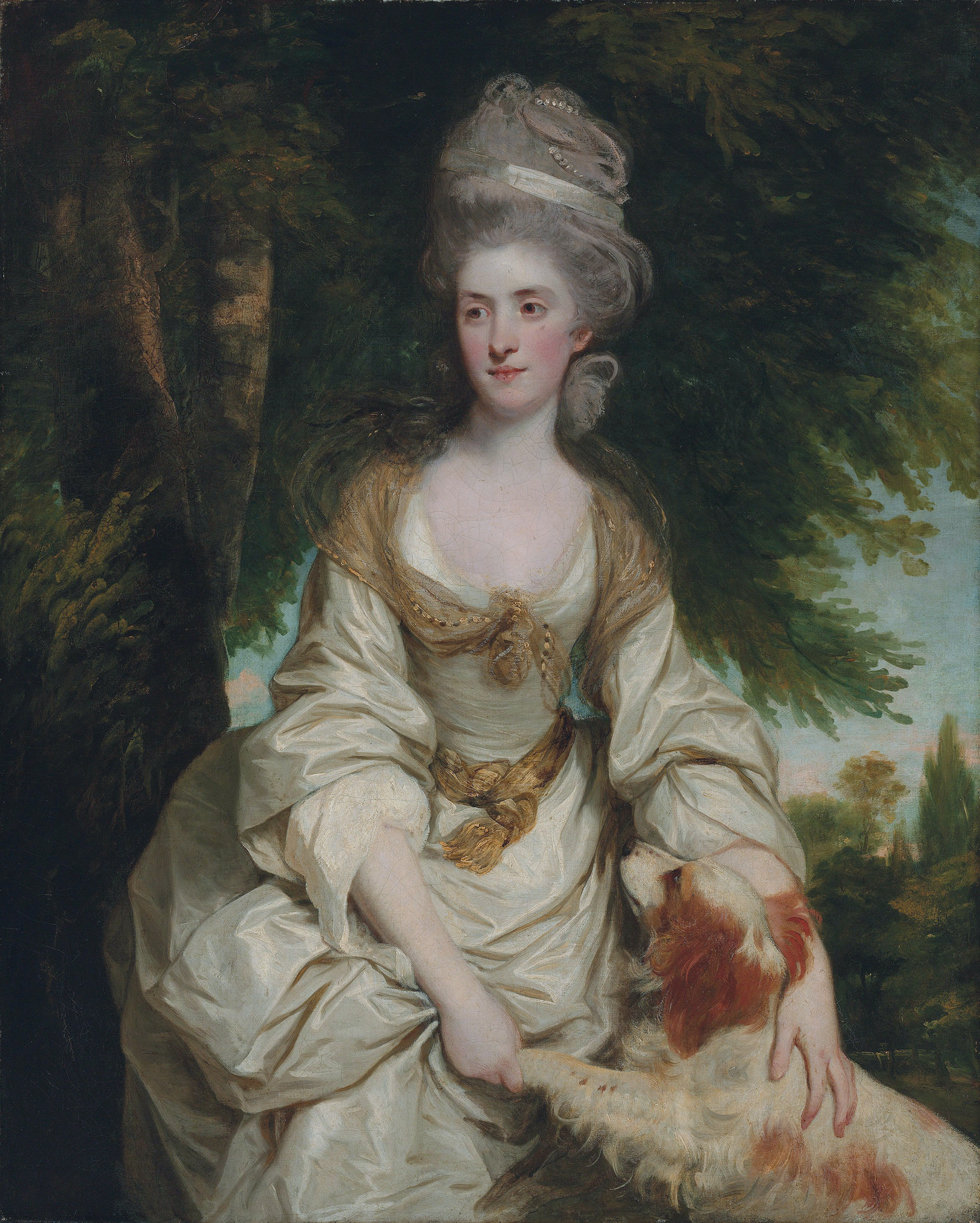
Lucy Long, Mme George Hardinge (Joshua Reynolds, 1778)

Le 20 octobre 1777, il épouse Lucy, fille et héritière de Richard Long de Hinxton, Cambridgeshire, qui survit à son mari. Ils n'ont pas d'enfants, mais Hardinge éduque et adopte comme son fils et héritier George Nicholas Hardinge, fils de son frère, Henry Hardinge. Peu de temps après son mariage, Hardinge est allé vivre au Ragman's Castle, une petite maison à Twickenham et est voisin d'Horace Walpole, écrivant plus tard à son sujet. En avril 1782, il est nommé solliciteur général de la reine et, en mars 1794, son procureur général. En 1783, il est avocat à la Chambre des communes pour la défense de Sir Thomas Rumbold (en) et le 16 décembre de cette année-là, il est avocat au barreau de la Chambre des lords pour la Compagnie des Indes orientales, en opposition à Charles James Fox.
En 1784, il est élu député d'Old Sarum, par la faveur de son ami intime, Thomas Pitt (1er baron Camelford). Il est réélu en novembre 1787, en 1790, 1796 et 1801. John Nichols dit qu'il est un orateur éloquent et ingénieux. Le 16 décembre 1788, il appuie la résolution de William Pitt le Jeune déclarant le droit des Chambres de nommer un régent. Le 5 avril 1792, il plaide à Warwick comme avocat de la centaine pour atténuer les dommages réclamés par Joseph Priestley. En août 1787, il est nommé juge principal des comtés gallois de Breconshire, Glamorgan et Radnorshire. Il occupe la fonction jusqu'à sa mort, à Presteigne de pleurésie, le 26 avril 1816.
Hardinge est «le juge waggish gallois, Jefferies Hardsman» de Don Juan de Lord Byron (xiii. Strophe 88). Il est indiqué qu'il a collecté plus de 10 000 £ pour des objets de bienfaisance. Il est vice-président et l'un des premiers promoteurs de la Philanthropic Society. Il est membre de la Society of Antiquaries (élu en novembre 1769) et de la Royal Society (élu en avril 1788). Il est un correspondant de Jacob Bryant, Horace Walpole et Anna Seward ; Les lettres que Seward lui a adressées se trouvent dans ses Lettres (1811), vol. je. et ii.

## Travaux
Hardinge fait des contributions biographiques aux anecdotes littéraires et aux illustrations littéraires de Nichols, notamment les mémoires de Daniel Wray et Sneyd Davies. Il édite également certains des écrits de son père. En 1791, il publie une série de lettres à la Rt. Hon. E. Burke [quant à] l'existence constitutionnelle d'une mise en accusation contre M. Hastings, Londres; 3e édition. meme annee. En 1800, il publie deux éditions, The Essence of Malone, ou les beautés de cet écrivain fascinant extrait de son œuvre immortelle en 539 pages et quart, juste publié, et avec sa félicité habituelle intitulée "Some Account of the Life and Writings of John Dryden. " Une autre Essence de Malone suivit en 1801. Il est également l'auteur de Rowley et Chatterton in the Shades, 1782 et d'autres écrits, dont beaucoup sont imprimés dans ses Miscellaneous Works, édités par son ami, John Nichols, 3 vol., Londres, 1818.